# Pegau
Pegau è una città di 4.684 abitanti della Sassonia, in Germania.
Appartiene al circondario (Landkreis) di Lipsia (targa L) ed è parte della comunità amministrativa (Verwaltungsgemeinschaft) di Pegau.
Il municipio di Pegau è un imponente edificio rinascimentale di Hieronymus Lotter ed è utilizzato dall'amministrazione comunale e come sede del museo cittadino.